# Yoshihiro Okumura
Yoshihiro Okumura (奥村幸大?, Okumura Yoshihiro; Osaka, 9 maggio 1983) è un nuotatore giapponese.

## Carriera
Ha vinto la medaglia di bronzo alle Olimpiadi di Atene 2004 nella staffetta 4x100 m misti.

## Palmarès
- Olimpiadi

Atene 2004: bronzo nella 4x100m misti.
- Giochi PanPacifici

Irvine 2010: argento nella 4x200m sl.
- Giochi asiatici

Busan 2002: oro nella 4x200m sl e nella 4x100m misti, argento nei 200m sl e nella 4x100m sl.
Canton 2010: argento nella 4x100m sl e nella 4x200m sl.
- Universiadi

Daegu 2003: oro nei 200m sl.
Smirne 2005: argento nella 4x200m sl.